# Аурора Сноу
Аурора Сноу (на английски: Aurora Snow) е артистичен псевдоним на Ребека Клер Кенсингтън (Rebecca Claire Kensingtonn) – американска порнографска актриса и режисьор на порнографски филми.
Родена е на 26 ноември 1981 година в град Санта Мария, щата Калифорния.
Дебютира в порнографската индустрия през 2000 г., когато е на 18-годишна възраст.
Става популярна със своя енергичен стил на фелацио с шумно давене.
Приключва кариерата си на порноактриса през 2011 г. След това се обръща към писането като средство за самоизразяване, подготвяйки се за кариера като журналист на свободна практика. Пише своя колона за новинарския сайт „The Daily Beast“. Изявява се с участия в дускусии по сексуални теми в Харвардското юридическо училище и други колежи.

## Награди и номинации
Зали на славата
- 2011: XRCO зала на славата.[4]
- 2017: AVN зала на славата.[2]

Носителка на награди
- 2002: XRCO награда за Cream Dream.[5]
- 2002: XRCO награда за най-добра секс сцена с тройка – „Up Your Ass 18“ (с Мистър Маркус и Лексингтън Стийл).[5]
- 2002: XRCO награда за най-добра групова секс сцена – „Gangbang Auditions 7“.[5]
- 2003: XRCO награда for Best Three-Way Sex Scene – Trained Teens (with Gauge and Jules Jordan)
- 2003: AVN награда за изпълнителка на годината.[6][7]

Номинации
- 2002: Номинация за CAVR награда за най-добра звезда.[8]
- 2003: Номинация за XRCO награда за изпълнителка на годината.[9]
- 2003: Номинация за XRCO награда за оргазмен аналист.[9]
- 2003: Номинация за XRCO награда за оргазмен оралист.[9]
- 2004: CAVR награда за звезда на годината.[10]
- 2004: Номинация за AVN награда за изпълнителка на годината.[11]
- 2004: Номинация за XRCO награда за оргазмен оралист.[12]
- 2004: Номинация за XRCO награда за оргазмен аналист.[12]
- 2005: Номинация за AVN награда за най-добра актриса (видео) – за изпълнението на ролята ѝ във филма „Ангели“.[13]
- 2010: Номинация за F.A.M.E. награда за любима анална звезда.[14]